# 今治明德短期大学
今治明德短期大学（日语：／ Imabari Meitoku Tanki Daigaku *），简称明短，是一所位于日本爱媛县今治市的私立短期大学。

## 概要

### 简介
- 学校最早可以追溯到1906年[2]、短期大学成立于1966年[2]、由学校法人今治明德学园经营。男女同校[3]、开始招収男学生从1987年[2]。

### 历史
- 1966年 今治明德短期大学成立并同时设置一个学科即家政科[2][4]。
- 1969年 家政科分离为两个学科即家政专攻和食物营养专攻[2]。
- 1973年 幼儿教育学科成立[2]。
- 1987年 开始招収男学生[2]。
- 1988年 家政学科改名为生活科学科、家政专攻改名为生活科学专攻[2]。
- 1989年 福利专攻成立于专科[2]。
- 2000年 生活福利专攻成立于生活科学科[2]。
- 2005年 生活科学科改名为生活设计学科、生活科学科改名为生活总合专攻[2][4]。
- 2008年 生活设计学科三个专攻（生活总合专攻、食物营养专攻、生活福利专攻）合并为生活设计学科（没有专攻课程）[4]。
- 2009年 烹饪专修成立于业余课程[2]。
- 2010年 商务电子计算机专修成立于业余课程、但次年停办[5]。

### 宪章
- 请参看今治明德短期大学的标志（页面存档备份，存于） （日語） 2014年1月30日阅览。

## 学校环境
- 校区：在爱媛县今治市

## 历任校长
- 山本德行：第一代短期大学校长[6]。
- 野口学：现在短期大学校长[7]

## 著名人和有关人员
- 星岛一夫：教员

## 组织

### 学科
- 生活设计学科[注 1]
- 幼儿教育学科

### 前学科
- 生活设计学科[注 1]
  - 生活总合专攻
  - 食物营养专攻
  - 生活福利专攻
- 幼儿教育学科

### 专科
| - 没有 |

### 业余课程
| - 烹饪专修 - 商务电子计算机专修 |

### 附属机关
| - 图书馆 |

## 相关链接
- 日本短期大学列表